# Procapra
Procapra és un gènere que inclou tres espècies de gaseles autòctones de les estepes i deserts de l'Àsia central.

## Taxonomia
- Gasela de Mongòlia (Pallas, 1777)
- Gasela tibetana Hodgson, 1846
- Gasela de Przewalski (Büchner, 1891)